# Anticharis
Anticharis is een geslacht uit de helmkruidfamilie (Scrophulariaceae). De soorten komen voor in de Afrika, het Midden-Oosten en in Pakistan en India.

## Soorten
- Anticharis arabica Endl.
- Anticharis ebracteata Schinz
- Anticharis glandulosa Asch.
- Anticharis imbricata Schinz
- Anticharis inflata Marloth & Engl.
- Anticharis juncea L.Bolus
- Anticharis scoparia (E.Mey. ex Benth.) Hiern ex Schinz
- Anticharis senegalensis (Walp.) Bhandari

... · 
Buddleya (Buddleja) · 
Myoporum · 
Scrophularia (Helmkruid) · 
Verbascum (Toorts) · 
...